# Order-Made
『Order-Made』（オーダーメイド）は高梨みどりによる日本の漫画作品。講談社発行の『モーニング』に1998年41号から2003年7号まで連載された。単行本はモーニングKC全7巻。
2004年に上原美佐の主演でドラマ化された。ドラマについてはオーダーメイド〜幸せ色の紳士服店〜参照。

## あらすじ
楠花梨はテーラー楠の跡取り娘。男性優位と言われるテーラーの世界に飛び込み、他人とのふれあいの中で新たな客を開拓している。そして、彼女なりの気遣いを服に込め、顧客からの満足度の高い服を仕立てている。

## 登場人物
楠 花梨（くすのき かりん）
主人公（ヒロイン）。子どもの頃から、親の経営するテーラーを継ぐことを志しており、高校在学中は1年間だけ洋裁の夜学にも通っていた。
高校卒業とともにテーラーとなるが、技術が未熟であることと、テーラー楠自体の客は店主の腕を信頼してオーダーをすること、などから、既存の客の商品はズボンやベルト程度しか手がけることができない。代わりに、人との交流する中で新たな客を見つけ、その人が幸せになれるような服を仕立てている。
楠（くすのき）
テーラー楠の店主。花梨の父親。作品中では「楠さん」と呼ばれており、フルネームは不明である。
息子の隼人に跡を継がせるつもりでいたが、事故死してからしばらくは酒浸りの生活をしていたが、花梨が高校に進学するころには立ち直っていた。
楠 隼人（くすのき はやと）
花梨の弟。子どもの頃、花梨とキャッチボールをしていたところをトラックにはねられ事故死。
茂田（しげた）
作品中では「茂田さん」「茂さん」と呼ばれており、フルネームは不明である。
テーラー楠の裏手のアパートに住んでいて、テーラー楠の下職をしている。昔は錦糸館に勤めていて、他の職人からも信頼されていた。アジア縫製技術大会世界縫製技術グランプリで優勝するほどの凄腕の職人であるが、寡黙な職人気質であるので、客扱いが下手である。
まだ未熟な花梨に、節目節目で的を射るような助言をする。

## 店舗
テーラー楠
楠（父）が経営している個人営業の紳士服店。昔は何人も職人を抱えていたが、跡取りとなることを期待していた隼人が死んでからは仕事への情熱を失い、1年ほどで雇用していた職人は皆辞めてしまい、現在では楠親子のみで営業している。
錦糸館
銀座にある老舗の紳士服店。
福友
テーラー楠の近くにある居酒屋
モーニング商店街
テーラー楠がある商店街

## 書誌情報
- 高梨みどり 『Order-Made』 講談社 〈モーニングKC〉、全7巻
  1. 1999年9月22日初版発行 ISBN 4-06-328654-1
  2. 2000年4月21日初版発行 ISBN 4-06-328689-4
  3. 2000年10月23日初版発行 ISBN 4-06-328718-1
  4. 2001年5月23日初版発行 ISBN 4-06-328753-X
  5. 2001年12月21日初版発行 ISBN 4-06-328793-9
  6. 2002年7月23日初版発行 ISBN 4-06-328829-3
  7. 2003年2月21日初版発行 ISBN 4-06-328869-2